# Jiří Mazánek
Jiří Mazánek (* 1976) je český policista, od srpna 2018 ředitel Národní centrály proti organizovanému zločinu služby kriminální policie a vyšetřování.

## Život
Na Policejní akademii ČR v Praze se věnoval bakalářskému studiu v oboru bezpečnostní služby, následovalo magisterské studium na Fakultě sociálních věd Univerzity Karlovy v Praze, a to obor politologie, a následně magisterské studium na Právnické fakultě Západočeské univerzity v Plzni, obor právo a právní věda. Vzdělání poté ukončil rigorozní prací na Právnické fakultě Univerzity Karlovy v Praze v oboru právo a právní věda.
K Policii České republiky nastoupil 1. března 1998, pracoval na všech stupních SKPV jako specialista na případy závažné hospodářské trestné činnosti, korupce a organizovaného zločinu. V minulosti (mezi lety 2006 až 2016) pracoval v Útvaru odhalování korupce a finanční kriminality služby kriminální policie a vyšetřování, kde se podílel na kauzách armádních zakázek týkajících se údajné korupce při nákupu obrněných vozidel pandur a údajně předraženého nákupu letadel CASA. Kvůli druhé zmiňované kauze na něj údajně vyvíjel telefonický nátlak tehdejší ministr financí ČR Miroslav Kalousek. Za práci na obou kauzách mu bylo uděleno ocenění Policista roku 2013.
Je autorem řady odborných článků v oboru trestního práva a kriminalistiky (např. pro odborné časopisy Trestní právo či Státní zastupitelství).
Po vzniku Národní centrály proti organizovanému zločinu služby kriminální policie a vyšetřování v roce 2016 se stal ředitelem sekce závažné hospodářské trestné činnosti a korupce NCOZ SKPV. Když ke konci července 2018 rezignoval na post ředitele NCOZ SKPV Michal Mazánek, přihlásil se do nabídkového řízení na uvolněné místo. V něm porazil náměstka NCOZ SKPV Milana Komárka a ke dni 1. srpna 2018 byl jmenován novým ředitelem Národní centrály proti organizovanému zločinu služby kriminální policie a vyšetřování .
Podle deníku FORUM 24 je považovaný za člověka blízkého Andreji Babišovi. Jako bývalý vyšetřovatel protikorupční policie se totiž v minulosti zabýval několika kauzami týkajícími se agresivního podnikání Agrofertu a vyřešil je odložením v jeho prospěch.